# Lodge Rock
Der Lodge Rock (von englisch lodge ‚Hütte, Häuschen, Landhaus‘ bzw. englisch lodge ‚hinterlegen, deponieren‘) ist ein weniger als 30 m hoher Klippenfelsen in der Marguerite Bay vor der Fallières-Küste des westantarktischen Grahamlands. In der Gruppe der Terra Firma Islands ragt er zwischen dem Barn Rock und Hayrick Island auf.
Erste Vermessungen der Inselgruppe nahmen Teilnehmer der British Graham Land Expedition (1934–1937) unter der Leitung des australischen Polarforschers John Rymill vor. Der Felsen wurde dann 1948 durch den Falkland Islands Dependencies Survey vermessen. Benannt ist er nach einer flachen Landzunge, die als vor dem Meereis sicherer Lagerplatz diente.